# Emirates CSC
L'Emirates Cultural Sport Club (àrab: نادي الإمارات الثقافي الرياضي, Nādī al-Imārāt aṯ-Ṯaqāfī ar-Riyāḍī, ‘Club Cultural Esportiu dels Emirats') és un club de futbol dels Emirats Àrabs Units de la ciutat de Ras al-Khaimah.

## Història
El club va ser fundat el 1969 de la fusió de dos clubs locals, Oman i Al Qadisiya. El 29 de maig de 2011, els xeics Ahmed bin Saqr al-Qassimi i Mohammed bin Kayed Al Qasimi, presidents dels clubs Emirates i Ras Al Khaimah, anunciaren la fusió d'ambdós clubs sota el nom d'Emirates Club, com a club representatiu de la ciutat de Ras al-Khaimah.

## Futbolistes destacats
- Alo Ali
- Abdullah Malallah
- Karim Kerkar
- Germán Arangio
- Reza Enayati
- Hossein Kaebi
- Rasoul Khatibi
- Mehdi Rajabzadeh
- Dariush Yazdani
- Javad Kazemian
- Amer Deeb
- Mustapha Hadji
- Mustafa Muosawda'a
- Abass Lawal

## Entrenadors destacats
- Zoran Đorđević
- Reinhard Fabisch
- Ahmed Al-A'ajlani

## Palmarès
- Copa del President dels Emirats Àrabs Units de futbol:[2]
  - 2009–10
- Supercopa dels Emirats Àrabs Units de futbol:[2]
  - 2010
- Segona Divisió dels Emirats Àrabs Units:
  - 1977–78, 1983–84, 1996–97, 2002–03, 2012–13, 2019–20